# HD 181828
HD 181828，又名BD+34 3503，SAO 68164、HR 7346，是一颗恒星，视星等为6.31，位于銀經67.57，銀緯9.82，其B1900.0坐标为赤經19h 16m 54s，赤緯+34° 9.82′ 54″。